# Nationaal Songfestival 1989
Het Nationaal Songfestival in 1989 werd op 10 maart gepresenteerd door Linda de Mol. Dertien artiesten deden mee. De winnaar werd Justine Pelmelay met het liedje Blijf zoals je bent. Op het Eurovisiesongfestival 1989 te Zwitserland werd Justine ondanks de hoge verwachtingen 15de. De tekst en muziek van Blijf zoals je bent waren feitelijk alleen in handen van Jan Kisjes.
| Startplaats | Artiest            | Lied                       | Punten | Eindplaats |
| ----------- | ------------------ | -------------------------- | ------ | ---------- |
| 1           | Shannah            | Wacht op mij               | 123    | 2          |
| 2           | Full Colour        | Symphonie                  | 98     | 5          |
| 3           | Ingrid Souren      | Het zal nooit meer zo zijn | 108    | 3          |
| 4           | Bam To Bam Bam     | Lammedammadoendan          | 48     | 10         |
| 5           | Helen Marshell     | Johnny                     | 29     | 13         |
| 6           | Gerald Borst       | De nachtprinses            | 90     | 7          |
| 7           | The Sisters        | Als ik je zie              | 91     | 6          |
| 8           | Angelina van Dijk  | Kijk toch om je heen       | 48     | 10         |
| 9           | The Ballroom Blitz | Samen zijn                 | 108    | 3          |
| 10          | Justine Pelmelay   | Blijf zoals je bent        | 144    | 1          |
| 11          | Brian Well         | Net als vroeger            | 39     | 12         |
| 12          | Gina               | Elke dag                   | 76     | 9          |
| 13          | Two Hearts         | Johnny & Mandy             | 90     | 7          |

| Lied                       | Noord Brabant | Flevoland | Friesland | Noord Holland | Zuid Holland | Utrecht | Limburg | Overijssel | Groningen | Zeeland | Gelderland | Drenthe | Totaal |
| -------------------------- | ------------- | --------- | --------- | ------------- | ------------ | ------- | ------- | ---------- | --------- | ------- | ---------- | ------- | ------ |
| Wacht op mij               | 7             | 13        | 12        | 11            | 11           | 6       | 13      | 13         | 11        | 10      | 10         | 6       | 123    |
| Symphonie                  | 9             | 9         | 7         | 3             | 5            | 9       | 10      | 9          | 12        | 9       | 12         | 4       | 98     |
| Het zal nooit meer zo zijn | 12            | 10        | 9         | 9             | 10           | 7       | 11      | 4          | 6         | 12      | 11         | 7       | 108    |
| Lammedammadoendan          | 4             | 1         | 6         | 5             | 2            | 8       | 3       | 7          | 1         | 7       | 3          | 1       | 48     |
| Johnny                     | 2             | 3         | 1         | 4             | 1            | 1       | 1       | 1          | 2         | 3       | 8          | 2       | 29     |
| De nachtprinses            | 8             | 7         | 5         | 8             | 13           | 5       | 6       | 6          | 4         | 5       | 13         | 10      | 90     |
| Als ik je zie              | 6             | 5         | 10        | 10            | 6            | 12      | 8       | 5          | 7         | 8       | 5          | 9       | 91     |
| Kijk toch om je heen       | 1             | 2         | 4         | 1             | 9            | 4       | 2       | 8          | 8         | 4       | 2          | 3       | 48     |
| Samen zijn                 | 11            | 6         | 8         | 7             | 7            | 11      | 7       | 12         | 10        | 11      | 6          | 12      | 108    |
| Blijf zoals je bent        | 13            | 12        | 13        | 13            | 12           | 10      | 12      | 11         | 13        | 13      | 9          | 13      | 144    |
| Net als vroeger            | 3             | 4         | 2         | 2             | 4            | 2       | 4       | 2          | 5         | 2       | 4          | 5       | 39     |
| Elke dag                   | 10            | 8         | 11        | 6             | 3            | 3       | 5       | 3          | 9         | 6       | 1          | 11      | 76     |
| Johnny & Mandy             | 5             | 11        | 3         | 12            | 8            | 13      | 9       | 10         | 3         | 1       | 7          | 8       | 90     |

1956 · 1957 · 1958 · 1959 · 1960 · 1961 · 1962 · 1963 · 1964 · 1965 · 1966 · 1967 · 1968 · 1969 · 1970 · 1971 · 1972 · 1973 · 1974 · 1975 · 1976 · 1977 · 1978 · 1979 · 1980 · 1981 · 1982 · 1983 · 1984 · 1986 · 1987 · 1988 · 1989 · 1990 · 1992 · 1993 · 1994 · 1996 · 1997 · 1998 · 1999 · 2000 · 2001 · 2003 · 2004 · 2005 · 2006 · 2007 · 2008 · 2009 · 2010 · 2011 · 2012